# Саркисян, Акоп Арутюнович
Акоп Арутюнович Саркисян (май 1894 — 3 января 1945) — участник Великой Отечественной войны, командующий артиллерией 409-й стрелковой дивизии, позже 228-й стрелковой Вознесенской дивизии, полковник (1940).

## Биография
Родился в мае 1894 года в городе Ыгдыре Сурмалинского уезда Эриванской губернии Российской империи.

### Образование
- 1921—1923 — артиллерийское отделение Ереванских курсов красных командиров, группа младшего комсостава;
- 1927—1928 — артиллерийские курсы усовершенствования командного состава (АКУКС) в группе среднего комсостава в Детском Селе (бывшее Царское Село) и городе Луге Ленинградской области[2] ;
- 1932 — окончил АКУКС в группе старшего комсостава в г. Москве;
- 1936 — АКУКС в группе комполков.

## Военная служба
Был призван и воевал в Первой мировой войне в ополчении в составе российской армии на русско-турецком фронте. Принял Октябрьскую революцию, участвовал в гражданской войне в Закавказье. В январе 1918 года вступил в Красную гвардию, в 3-й красный эскадрон имени Шаумяна. После падения Бакинской коммуны в 1919 году воевал в Ленкорани в красном партизанском отряде тов. Орлова. В 1921 году в составе Красной гвардии вступил в Армению. После установления советской власти служил в Армянском артиллерийском полку в Канакере в качестве командира.
- 1921—1923 — курсант Ереванских командирских курсов;
- 1923—1925 — комвзвода артиллерийского дивизиона Армянской дивизии;
- 1925—1929 — командир батареи артполка Армянской дивизии;
- 1929—1934 — командир дивизиона артполка Армянской дивизии;
- 1934—1936 — начальник штаба и преподаватель артиллерии артдивизиона Тбилисского артиллерийского училища (ТАУ);
- 1936—1937 — старший преподаватель артиллерийских курсов усовершенствования командного состава (АКУКС) ЗакВО;
- 1937—1938 — старший инспектор ВТУ ЗакВО;
- 1938—1941 — начальник артиллерии Бакинского пехотного училища и старший преподаватель артиллерии;
- с августа 1941 — командующий артиллерией 409-й стрелковой дивизии;
- с января 1944 — командующий артиллерией 228-й Вознесенской дивизии;

погиб 3 января 1945 года в сражении в районе села Церово Крупийского округа Словакии.

## Изобретения
Первое изобретение — «Полевой счислитель командиров батареи», гонорар за него А. А. Саркисян подарил Красной Армии;

«4 метода артиллерийской стрельбы»;

56 рационализаторских предложений по улучшению меткости стрельбы, часть из которых вошла в «Правила стрельбы» и «Боевой устав артиллерии» 1940-х годов.

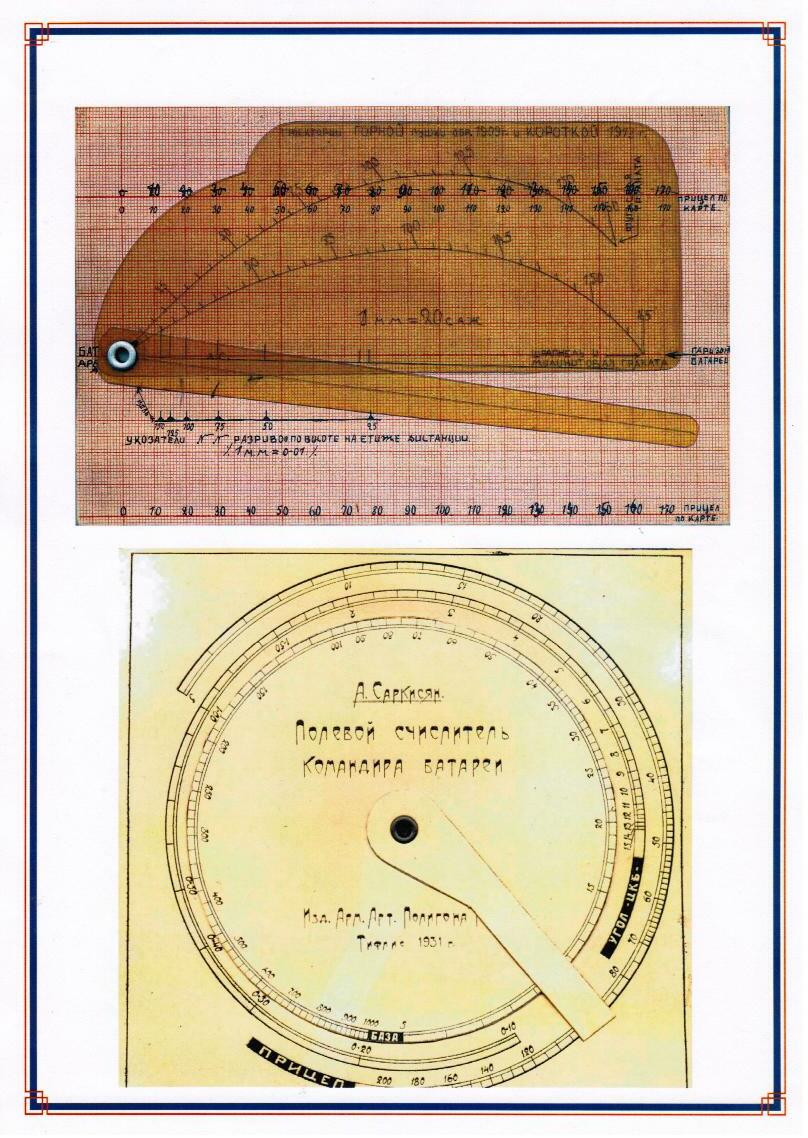
Полевой счислитель командира батареи

## Награды
За время службы Акоп Саркисян был награждён
- 1921 — именная серебряная сабля от ЧК;
- 1928 — грамота от Совнаркома СССР;
- 1929 — грамота и бинокль от Реввоенсовета;
- 1930 — знак "Звезда «X лет Армянской дивизии»;
- 1930 — грамота и часы от ЦИК и Совнаркома Армянской ССР;
- 1938 — медаль «XX лет РККА»[3];
- 1944 — орден Красного Знамени (указ от 03.02.1944);
- 1944 — орден Красного Знамени (3УФ № 080/Н от 30.06.1944)[4][4];
- 1945 — орден Отечественной войны I степени (посмертно) (2УФ № 096/Н от 30.04.1945)[4][4]

## Участие в ВОВ
С августа 1941 по январь 1944 года Акоп Саркисян участвовал в формировании и был начальником артиллерии 409-й стрелковой дивизии, 409-я стрелковая дивизия сформирована в августе 1941 года на Закавказском фронте. Начала боевые действия с декабря 1942 года на Северном Кавказе, была в составе 44-й, 37-й, 46-й и 57-й армий. За боевые успехи награждена орденом Богдана Хмельницкого и получила почетное наименование «Кировоградско-Братиславская». 

С января 1944 года был командующим артиллерией 228-й стрелковой Вознесенской дивизии, которую возглавлял генерал Иван Никитович Есин, 228-я стрелковая Вознесенская Краснознаменная ордена Суворова II степени дивизия (III) сформирована вновь на базе 106-й стрелковой бригады в составе 767-го, 795-го, 799-го сп, 669-го ап. 

С 21 по 24 марта 1944 года в составе 57-го ск 37-й армии дивизия ведёт бои по освобождению города Вознесенска. В ночь на 27 марта дивизия, переправившись через Южный Буг, под мощным огнём противника продвинулась вперед и овладела крупным населённым пунктом Акмечеть.

29 марта 1944 года приказом Верховного Главнокомандующего за успешные боевые действия при освобождении Вознесенска, за мужество и героизм личного состава при форсировании реки Южный Буг дивизии присваивается почетное наименование «Вознесенская». Расформирована летом 1945 года.

Акоп Саркисян в составе дивизии форсировал Днестр, Буг, дважды — реку Тиссу, освобождал Украину, Молдавию, Румынию, Венгрию, Чехословакию. Неоднократно получал благодарности от Верховного главнокомандующего.

3 января 1945 года А. А. Саркисян погиб в сражении в районе села Церово Крупийского округа Словакии, нарвавшись на засаду противника.

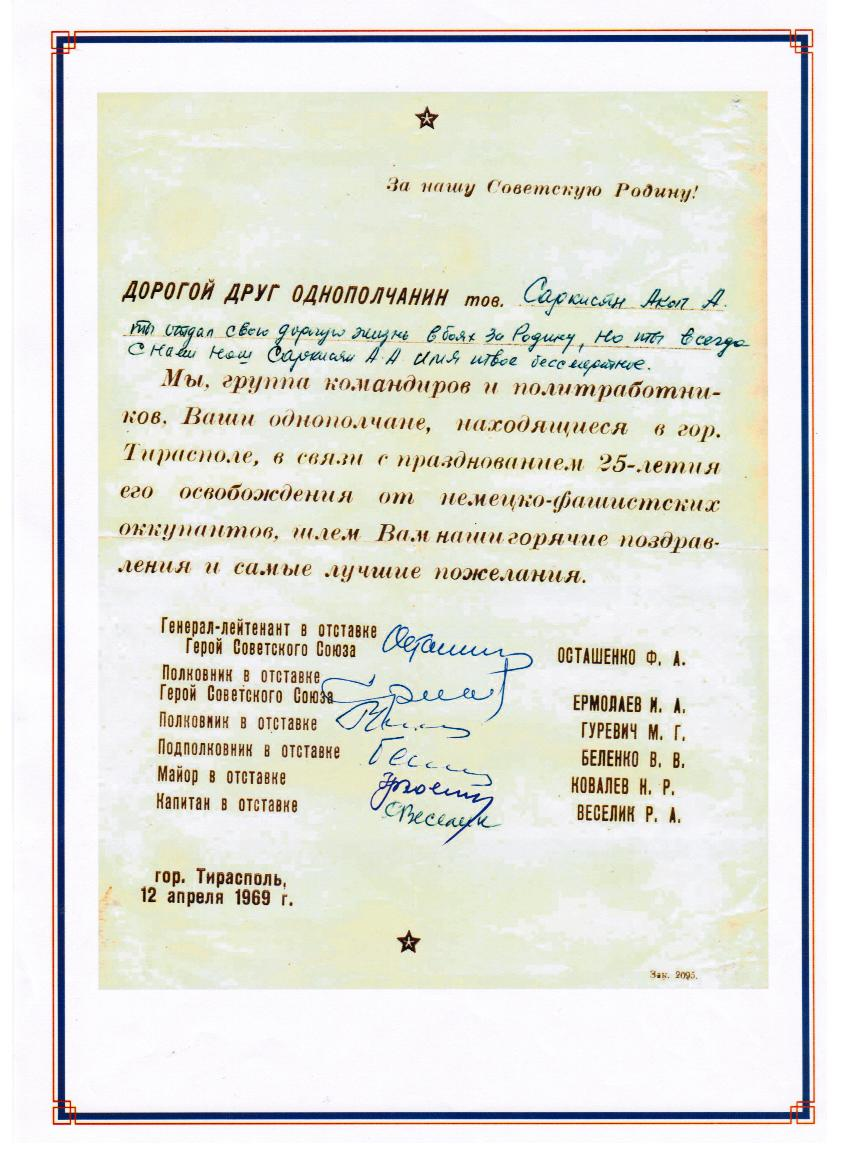
Письмо ветеранов однополчан

## Память
После гибели А. А. Саркисян по решению Верховного главнокомандующего был перевезён и похоронен в городском парке в городе Ленинакане в Армении На памятнике обозначен неточный год рождения, 1900-й 
.
21 мая 1965 года решением исполкома Ленинаканского горсовета именем Саркисяна названа улица.